# Sapporo Dome
Der Sapporo Dome (jap: 札幌ドーム, Sapporo dōmu) ist ein überdachtes Baseball- und Fußballstadion in der japanischen Stadt Sapporo, Hokkaidō. Es bietet 41.566 feste Sitzplätze. Beim Fußball fasst der Dome 42.065 Zuschauer. Zu Baseballspielen finden 42.274 Besucher Platz im Stadion. Mit zusätzlichen, mobilen Sitzen fasst das Stadion z. B. bei Konzerten maximal 53.820 Besucher. Als Besonderheit besitzt das Stadion ein herausfahrbares Fußballfeld, das durch ein Baseballfeld ausgetauscht werden oder als Freifläche genutzt werden kann. Um den Fußballspielfeld herausfahren zu können, werden Tribünen verschoben, der Rasen gedreht und der Länge nach ins Freie gefahren.

## Geschichte
Gebaut wurde das Stadion für die Fußball-Weltmeisterschaft 2002. Hier besiegte unter anderem die deutsche Fußballnationalmannschaft Saudi-Arabien mit 8:0 und legte damit den Grundstein für den späteren Finaleinzug. Auch bei der nordischen Ski-WM 2007 fanden Wettbewerbe im Sapporo Dome statt; zum ersten Mal führte ein Teil der Sprintrennen beim Langlauf durch eine Halle. 2008 machte die Rallye Japan im Dome Station. Der Sapporo Dome ist ein Spielort der Rugby-Union-Weltmeisterschaft 2019. Zurzeit ist das Stadion die Heimat der Hokkaidō Nippon Ham Fighters in der japanischen Baseball-Liga und des Fußballvereins Hokkaido Consadole Sapporo, seit 2017 in der J1 League, der höchsten japanischen Fußballliga.

## Spiele der Fußball-Weltmeisterschaft 2002 in Sapporo
Drei Gruppenspiele des Turniers waren in Sapporo beheimatet.
- 1. Juni 2002, Gruppe E:  Deutschland –  Saudi-Arabien 8:0 (4:0)
- 3. Juni 2002, Gruppe G:  Italien –  Ecuador 2:0 (2:0)
- 7. Juni 2002, Gruppe F:  Argentinien –  England 0:1 (0:1)

## Galerie

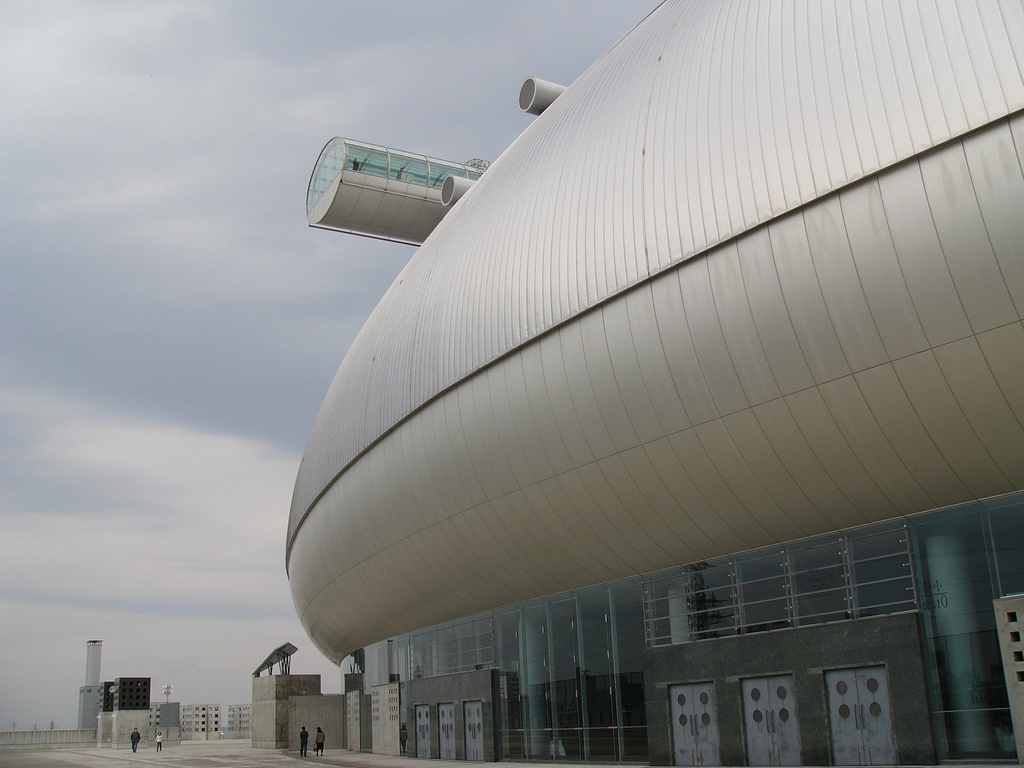
Die Fassade mit Aussichtsplattform
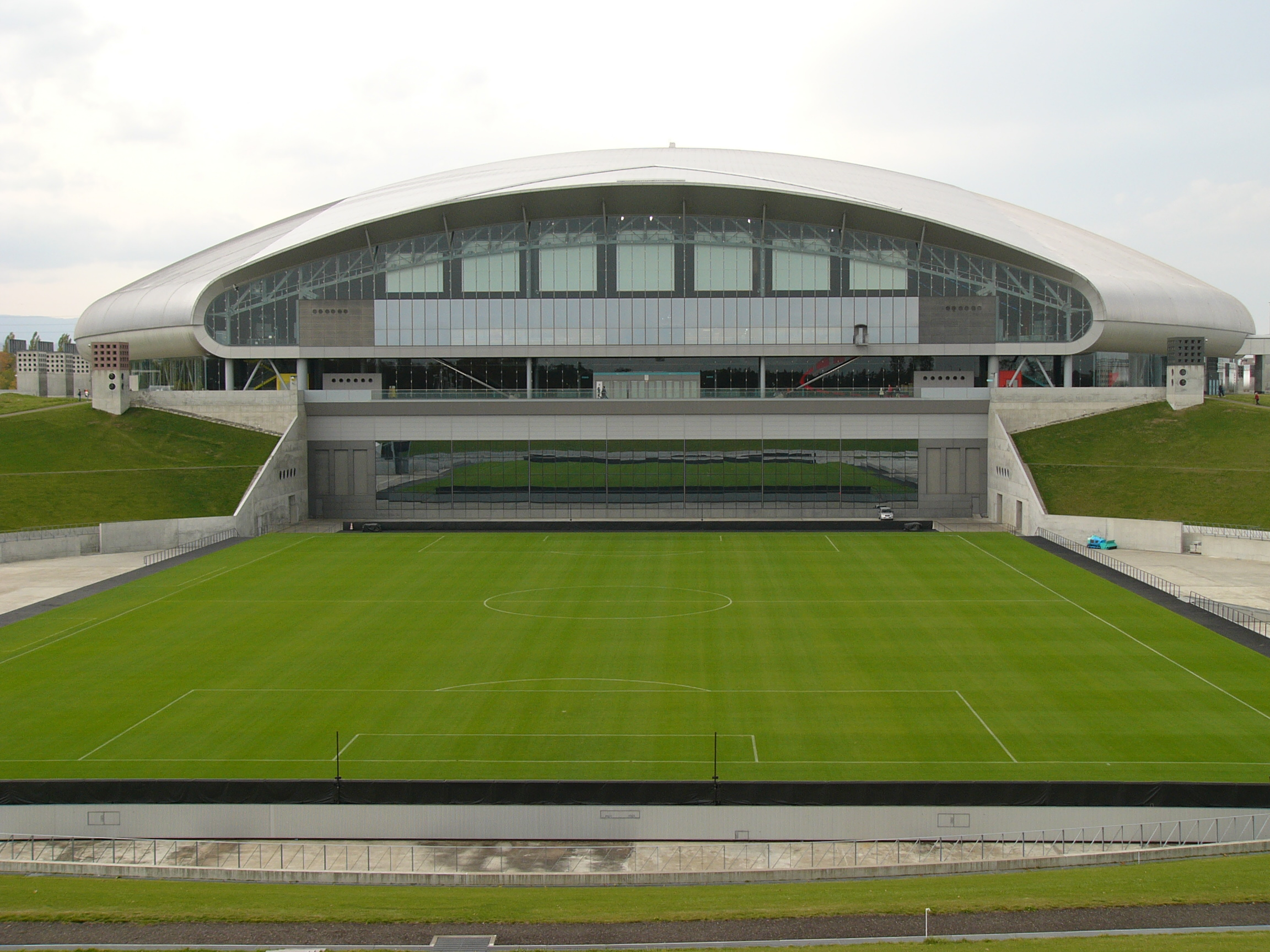
Die ausgefahrene Rasenfläche
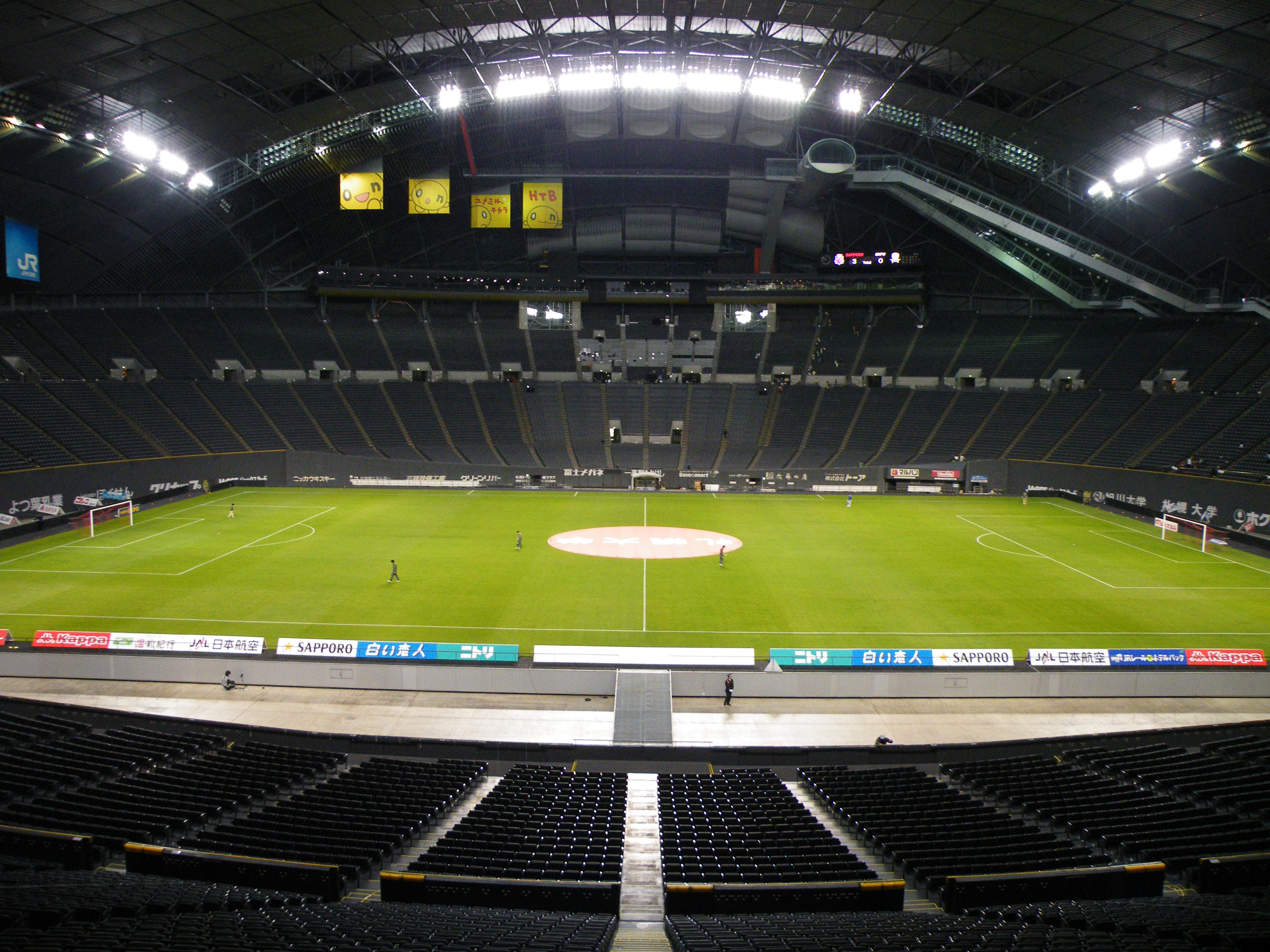
Der Innenraum mit Fußballfeld
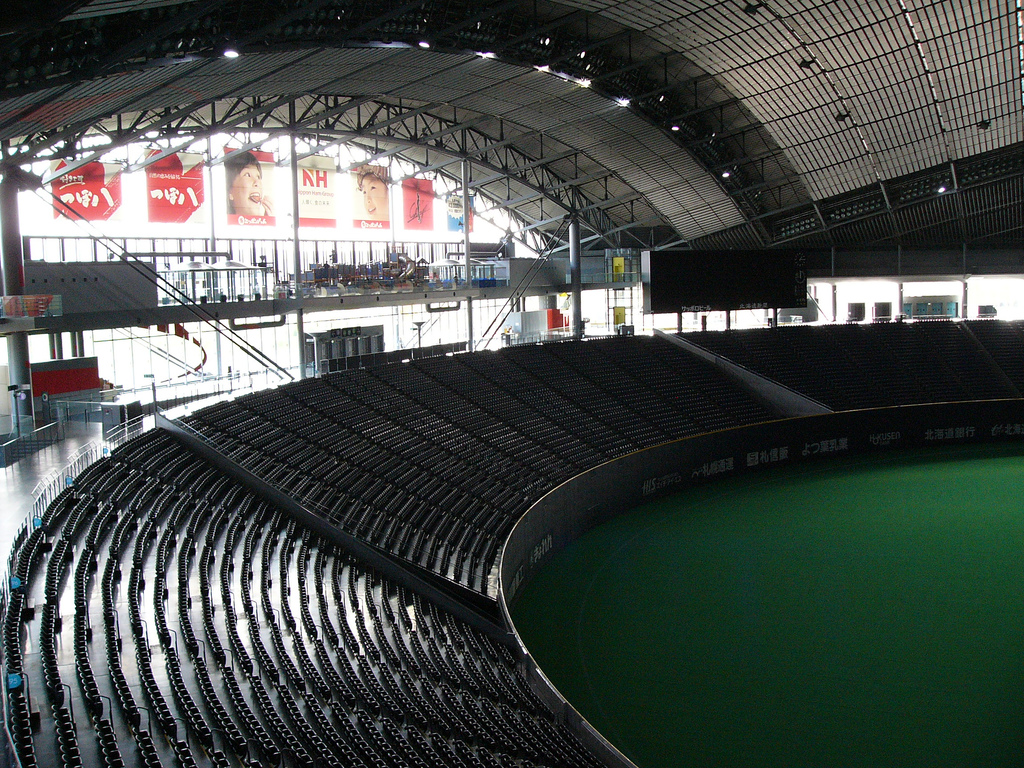
Die beweglichen Tribünen
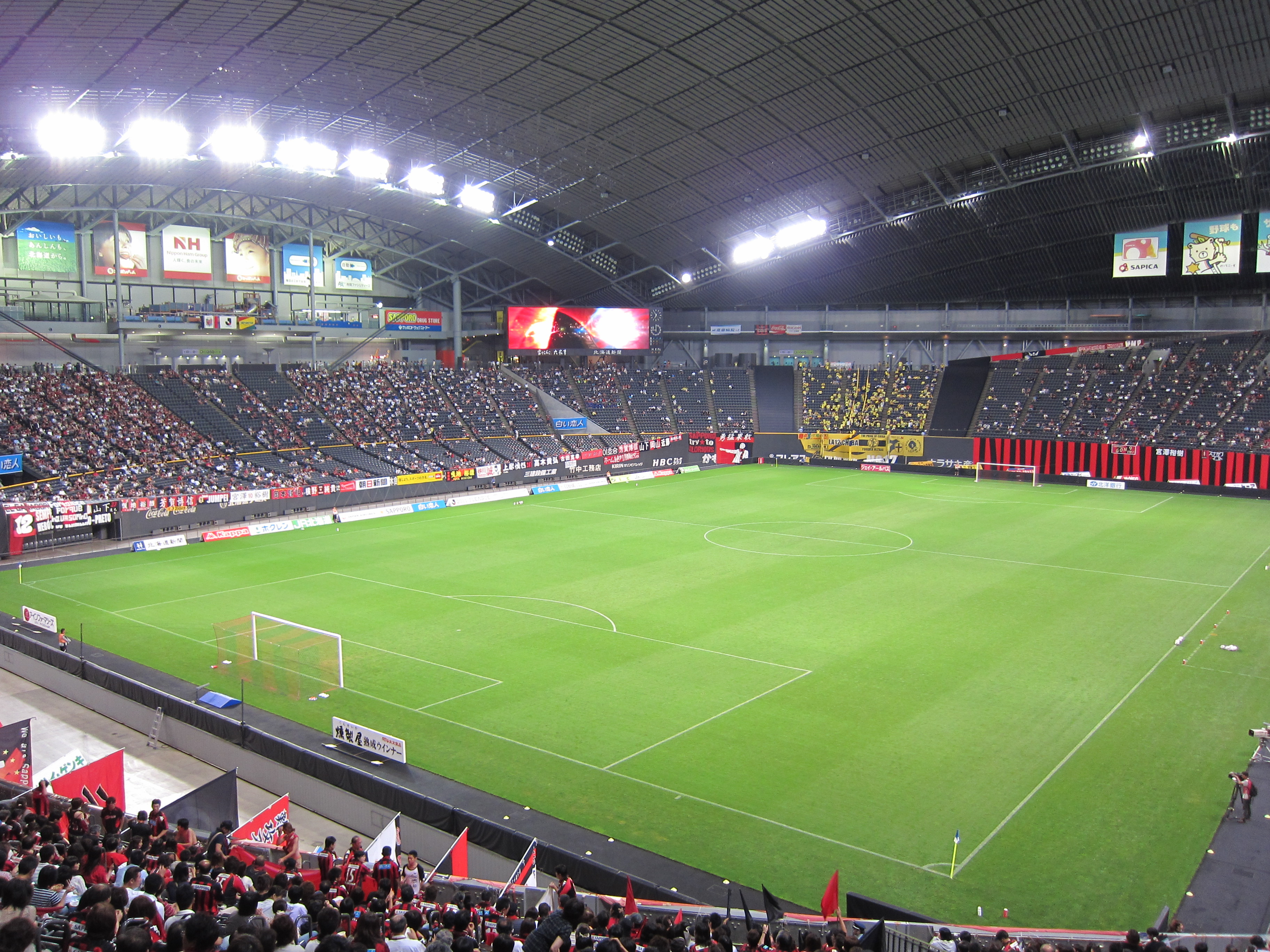
Der Innenraum
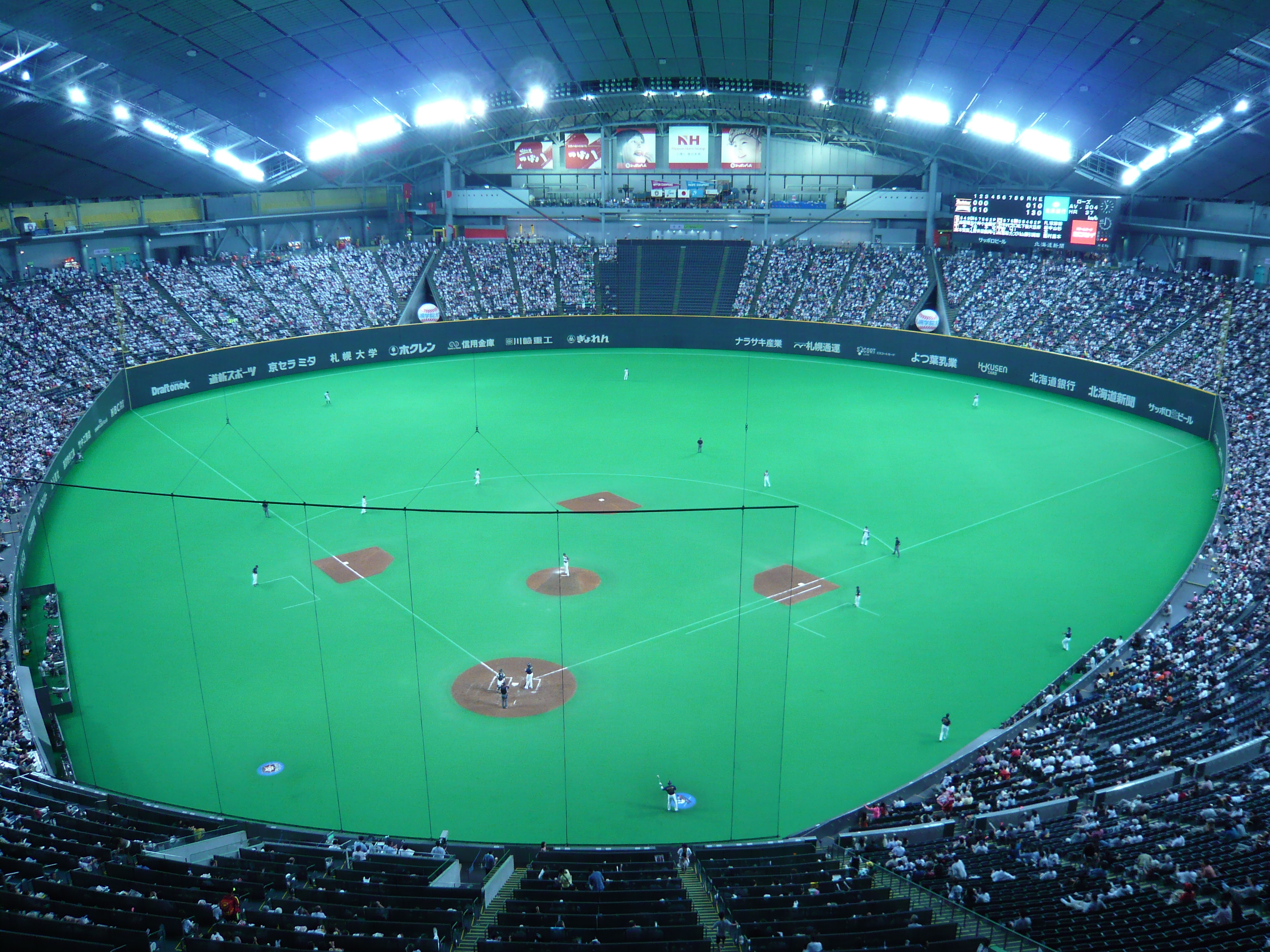
Das Baseballfeld
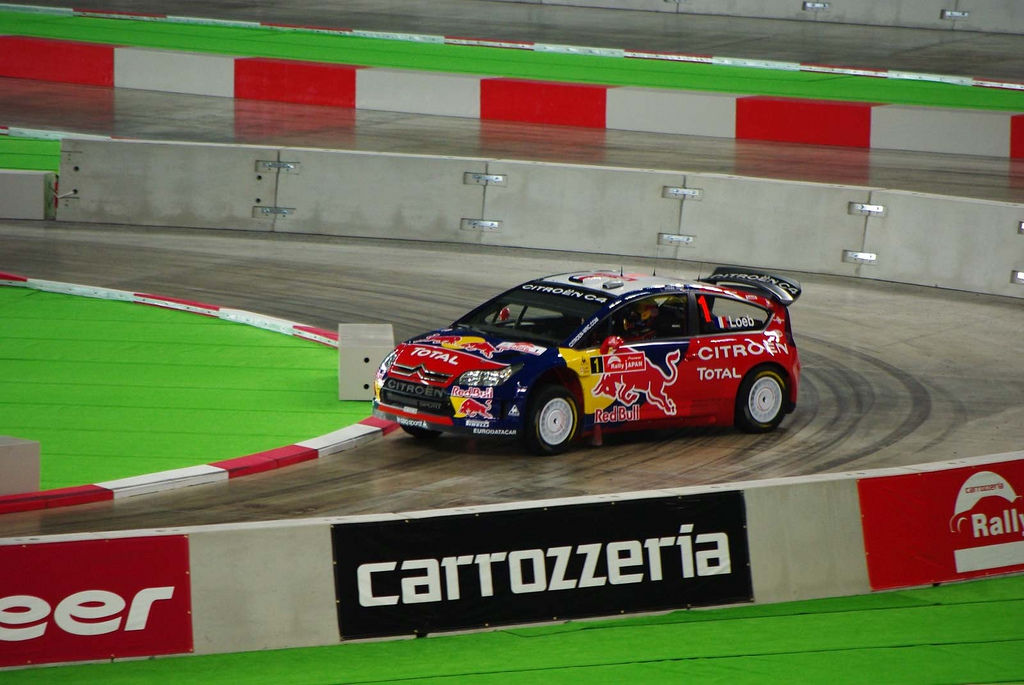
Sébastien Loeb bei einem Lauf der Rallye Japan 2008 im Sapporo Dome